# Torrette (Santi Filippo e Giacomo)
Torrette (in croato Turanj) è una frazione del comune croato di Santi Filippo e Giacomo.